# 英華殿
39°55′18″N 116°23′37″E / 39.921643°N 116.393597°E
英华殿（穆麟德轉寫：yangsangga eldengge deyen），位于紫禁城内廷外西路西北，是明朝、清朝皇太后、太妃、太嫔礼佛之地。

## 历史
英华殿始建于明朝，初名“隆禧殿”，明朝隆庆元年（1567年）更名“英华殿”。清朝乾隆三十六年（1771年）重修。
明朝时，每年万寿节、元旦在英华殿举办佛事，事毕之日有人扮成韦驮，抱杵向北而立，其他僧众奏各种乐器，赞唱佛经，并且在当晚设五方佛会。每年夏历四月初八“浴佛日”，在英华殿供糕点“大不落夹”200对，“小不落夹”300对，供毕分赐百官。明朝慈圣皇太后薨，万历帝上尊号“九莲菩萨”，奉御容于英华殿内。
清朝皇太后、皇后均以英华殿为礼佛之所。每逢祀神日，在案下设小桌，供奉“完立妈妈”（满族萨满教神之一）。平时每月供奉乳饼、水果，设太监专司香烛、扫洒、坐更等等事宜。咸丰二年（1852年），咸丰帝亲诣英华殿拈香礼拜。 
根据2008年的报道，自2009年起，故宫博物院将陆续启动英华殿、慈宁宫花园建筑群、东华门城楼、灵沼轩等修缮工程，预计2009年的修缮经费将达7000万元人民币。
从2004年至2010年，故宫博物院对全院的文物藏品进行清理核查。在英华殿的清理中，宫廷部相继收回了若干溥仪时期的柜子、餐桌、椅子等家具资料。2011年3月中旬，故宫博物院行政服务中心配合英华殿区域的维修工程，对堆满纤维板、玻璃板等杂物的库房进行清理，发现有装着丝织品的大箱子。行政服务中心随即通知故宫博物院宫廷部，请织绣组前往鉴定。织绣组辨认发现这是清代“红色洒金方孔纱”，用途有待考察，其面幅较大，属于珍稀的丝织品种。

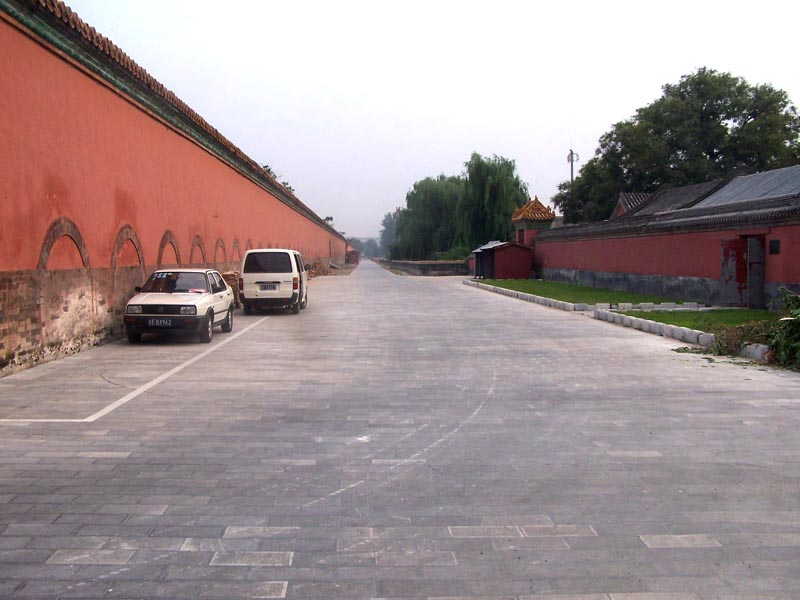
右侧为城隍庙。左侧为西河沿宫墙北段，是英华殿的西墙。墙上可见砖砌券洞痕迹，是清朝的“堆拨”

1970年代末到1980年代初，西河沿宫墙（外西路英华殿到慈宁宫花园西宫墙）墙皮脱落，露出一些砖砌券洞，其内已被堵填；东筒子两侧宫墙也可见三五成组的券洞痕跡，其内也已被堵填。这些已被堵实填平的劵洞在清朝称“堆拨”，相当于巡逻小分队的哨所。1990年代初，维修西河沿宫墙时，其券洞按原砌法補砌并重新填堵外，还在该段宫墙整体抹灰刷浆时保留了券洞痕跡。东筒子东西墙上的堆拨也在维修时同样进行了复原保留：西墙苍震门南有12券，北有8券；东墙履顺门和蹈和门之间40多米原有9券，蹈和门北40米内也有9券。这些券洞被揭出时，里面有的还有文字、图画，或者残留有裱糊过的痕迹。

## 建筑
英华殿整个院落南北长80米，东西宽约60米 ，占地面积5000平方米左右。整个院落分成南、北两进院。
- 山门：南院中部辟有山门，山门后面为一个较宽敞的庭院。山门前有一广场，广场东西两端开门，西门通往英华殿西跨院，东门通往英华殿院落东侧的西筒子路。[1]
- 英华门：为第二进院门，英华门正北即英华殿。[1]
- 碑亭：英华门、英华殿之间的甬路正中有一座碑亭。碑亭内的石碑上刻有乾隆帝御制英华殿菩提树歌、菩提树诗。[1]
- 英华殿：英华殿坐北朝南，面阔五间，黄琉璃瓦单檐庑殿顶。该殿明间开门，安有三交六椀菱花槅扇门四扇，次间、梢间是槛窗，安有三交六椀菱花槅扇窗各四扇。英华殿内设有七座佛龛，供奉西番佛像。英华殿前有月台，月台上陈设香炉1座。台前有高台甬路和英华门连接。甬路两侧各种植1株菩提树，是明朝万历帝的生母慈圣皇太后亲手种植。英华殿左右各有耳殿三间，黄琉璃瓦硬山顶，都在明间开门，安有双交四椀菱花槅扇门四扇，次间是槛窗，安有双交四椀菱花槅扇窗各四扇。[1]
- 西北门：英华殿后的宫墙西北隅辟有一门，北出此门可到神武门内西横街。[1]
- 东、西跨院：英华殿院落的东、西两侧原来各有一座跨院。东跨院及内诸旗房在清朝乾隆八年（1743年）被拆除，改建为西筒子路北段。西跨院存留至今。[1]